# 2000年汕头迎宾馆火灾
2000年汕头迎宾馆火灾，发生在2000年7月15日凌晨4时，共有5人死亡、3人受伤。因为起火地点是中纪委长期驻扎办案的2号楼，火灾死者有两人为在汕头查案的广东纪委干部，社会广泛怀疑这是相关利益集团勾结黑社会报复杀人纵火。

## 背景

### 事发地点
汕头迎宾馆位于汕头市海滨路中段，同时也是汕头市招待所。该宾馆的2号楼仅有4层楼，7月15日凌晨时住有20多名住客。2号楼在1987年装修完毕投入使用，没有配置火灾报警和自动喷淋系统，装修大量采用可燃易燃材料。

### 涉及人员
住客包括驻扎办案的中纪委干部，广东省纪委干部王辉、张正亮、周明等，还有汕头市代市长李春洪父子，前一天入住的顺德市广电局张建坤（化名）、欧阳有侣、林朝辉、胡锦彬等5名干部，当值服务员靳俊中、陈汉新、郑再华、林群亮等。入住的中纪委专案组1998年在查办湛江走私大案，后奉命转战汕头调查，中间也曾被抽调往厦门调查远华集团走私案。因为汕头当地走私集团关系网盘根错节，加上潮汕地区传统的排外性，案件调查迟迟未得进展。由于朱镕基总理要求不查清楚不离开汕头，专案组已经驻在汕头长达一年多。

## 火灾经过
当天凌晨4时40分左右，迎宾馆2号楼2楼房间突发大火并迅速蔓延。在没有喷淋装置的情况下，3楼走廊全部灌入浓烟，令人视线模糊，2楼窗口“正一圈一圈地翻滚着大火”。3楼几位逃生者都无法找到出路，纷纷跳窗逃生，顺德市广电局欧阳有侣和林朝辉分别掉落在堆满石头的假山和钢制水管上，一人被水管当场刺穿，另一人也死亡。张建坤砸在水泥地板上，受伤被宾馆女服务员救下。胡锦彬逃至3楼楼梯间，未能逃脱，被烟雾熏死。住在同一房间的广东省纪委干部张正亮、周明把装有案件材料的铁皮箱转移到卫生间的洗脸台上，并拧开了水龙头，以保护材料不被烧毁，但两人因此丧失逃生时机，在3楼走廊被大火烧死。汕头市市长李春洪的儿子与父一起用衣物、毛巾等将窗缝隙堵住，同时向门窗和衣物上泼水，防止烟雾进入，向外呼救，最终被消防队员救下。楼内的其他纪委干部全部逃脱，在楼下清点人数发现张正亮和周明未能逃离火场。

## 后续
火灾发生后，广东省公安厅厅长梁国聚坐镇汕头，亲自指挥调查。22天后的8月7日，国务院总理办公会议确定成立打击出口骗税领导小组（“807”工作组），由国家税务总局、公安部、监察部、财政部等13个部门的干部组成，并要求武警部队保护工作组的安全。9月4日，“807”工作组派出64个小组，对初步确定的几百户企业进行检查，当天出动的干部和警察达到了1200人。
一年后，广东省汕头市中级人民法院、揭阳市中级人民法院分别对16起虚开增值税专用发票案件的20名被告人和7个单位被告作出判决，其中有30人被判处无期徒刑以上刑罚，19人被处以死刑。初步查实，涉税犯罪团伙约150个，虚开增值税金额达323亿元，骗税42亿元。此案被称“共和国第一税案”，网络上又戏称“火烧钦差”。火灾中殉职的张正亮、周明同志被中纪委和监察部追授“全国优秀纪检监察干部”荣誉称号。汕头市政府和迎宾馆后来与保温瓶的生产商进行了长达8年的诉讼，并最终获赔数百万人民币。2号楼后来被拆除，并改建为一个花圃。

## 调查结果
公安部、省、市公安机关及消防部门组成的专家在完成现场勘查、调查取证、试验检验后，一致认定火灾原因是2号楼204房间内的电子保温瓶过热故障，并引燃该瓶可燃的塑料部件蔓延成灾所致，起火点位于房间内西窗下部距北墙1.25米处摆放茶几的位置。同时，专家组未发现有人强行侵入的痕迹，也没有发现助燃剂的残留或放火的线索，最终排除了纵火的可能。

### 死伤情况
根据通报，迎宾馆火灾造成5人死亡2人重伤。
| 姓名     | 职务                       | 死因                                                              |
| -------- | -------------------------- | ----------------------------------------------------------------- |
| 张正亮   | 广东省纪委一室副处级纪检员 | 烧死                                                              |
| 周明     | 广东省纪委办公厅科长       | 烧死                                                              |
| 胡锦彬   | 顺德市广电局办公室主任     | 烧死                                                              |
| 欧阳有侣 | 顺德市广电局副局长         | 两人在火灾中跳楼逃生， 其中一人被钢制水管刺穿，另一人摔在假山上。 |
| 林朝辉   | 顺德市广电局技术科科长     | 两人在火灾中跳楼逃生， 其中一人被钢制水管刺穿，另一人摔在假山上。 |